# Lídia Campsolinas i Gironella
Lídia Campsolinas Gironella (Figueras, 29 de enero de 1973) es una deportista y periodista catalana. 

## Trayectoria

### Deportista
Comenzó a practicar el baloncesto en el colegio Sant Pau y jugó en el CB ADEPAF Figueres, CN Figueres, Club Baloncesto L'Escala y Club Baloncesto Esplais. 
También jugó al balonmano en el Club Balonmano Figueres, con el que logró el ascenso a la División de Honor durante la temporada 1994-95.
Debido a una grave lesión, una fractura en el astrágalo, practicó el baloncesto adaptado incorporándose al Girona Mifas Esplais en 2004. 
Internacional con la selección española de baloncesto en silla de ruedas, logró la medalla de plata en el Visa Paralympic World Cup de 2007 y participó en varios campeonatos de Europa de baloncesto en silla de ruedas. 
Se retiró de la competición en 2014 y, desde entonces, ha trabajado como entrenadora de baloncesto en el Club Baloncesto Castelló.

### Periodista
En el ámbito profesional, obtuvo la licenciatura en Periodismo por la Universidad Autónoma de Barcelona en 1995. Desde entonces, ha trabajado en diversos medios de comunicación como Televisió Figueres, Semanario El Empordà, Cadena Cien, Radio Vila-sacra y Empordà Televisió. 